# Индокитайска белозъбка
Индокитайската белозъбка (Crocidura attenuata) е вид бозайник от семейство Земеровкови (Soricidae).

## Разпространение
Видът е разпространен във Виетнам, Индия, Камбоджа, Китай, Лаос, Малайзия, Мианмар, Провинции в КНР, Тайван, Тайланд и Филипини.